# سياسة غينيا
السياسة في غينيا تندرج ضمن إطار جمهورية ديمقراطية تمثيلية رئاسية، حيث يكون رئيس غينيا هو رئيس الدولة ورئيس الحكومة في غينيا. تمارس الحكومة السلطة التنفيذية. السلطة التشريعية مناطة بكل من الحكومة والمجلس الوطني.

## التاريخ السياسي

### حقبة كونتي (1984-2008)
دكتاتورية عسكرية بقيادة الملازم أول آنذاك. سيطر العقيد لانسانا كونتي على غينيا في أبريل 1984، بعد وقت قصير من وفاة سيكو توري، أول رئيس لغينيا المستقلة. مع كونتي رئيسا، شرعت اللجنة العسكرية للإنعاش الوطني (CMRN) في تفكيك نظام توري القمعي، وإلغاء الدستور الاستبدادي، حل الحزب السياسي الوحيد والمنظمات الشبابية والنسائية التابعة له، والإعلان عن إنشاء الجمهورية الثانية. أطلقت الحكومة الجديدة سراح جميع السجناء السياسيين والتزمت بحماية حقوق الإنسان. من أجل عكس التدهور الاقتصادي المطرد في ظل حكم توري، أعادت اللجنة العسكرية للإنعاش الوطني تنظيم النظام القضائي، وإضفاء اللامركزية على الإدارة، وتعزيز المشاريع الخاصة، وتشجيع الاستثمار الأجنبي.
في عام 1990، وافق الغينيون عن طريق الاستفتاء على دستور جديد أسس الجمهورية الثالثة، وأنشأ محكمة عليا. في عام 1991، استبدلت اللجنة العسكرية للإنعاش الوطني بهيئة عسكرية ومدنية مختلطة، المجلس الانتقالي للإنعاش الوطني (CTRN)، مع كونتي رئيسًا وفُوض لإدارة الانتقال لمدة خمس سنوات إلى الحكم المدني الكامل. صاغ المجلس الانتقالي للإنعاش الوطني قوانين لإنشاء مؤسسات جمهورية وتوفير أحزاب سياسية مستقلة وانتخابات وطنية وحرية الصحافة. أُضفيت الشرعية على نشاط الأحزاب السياسية في عام 1992، عندما اعترف رسميًا ولأول مرة بأكثر من 40 حزبًا سياسيًا.
في ديسمبر 1993، انتخب كونتي لمدة 5 سنوات رئيسًا في أول انتخابات متعددة الأحزاب في البلاد، والتي شابتها مخالفات وانعدام الشفافية من جانب الحكومة. في عام 1995، فاز حزب الوحدة والتقدم، حزب كونتي الحاكم، بـ 76 مقعدًا من أصل 114 في انتخابات الجمعية الوطنية وسط مزاعم المعارضة بوجود مخالفات وتلاعب حكومي. في عام 1996، أعاد الرئيس كونتي تنظيم الحكومة، وعين سيدي توريه في منصب رئيس الوزراء المُعاد إحياؤه وكلفه بمسؤولية خاصة لقيادة برنامج الحكومة للإصلاح الاقتصادي. في الساعات الأولى من يوم 23 ديسمبر 2008، أعلن أبو بكر سومباري، رئيس الجمعية الوطنية، على شاشة التلفزيون أن كونتي قد توفي في الساعة 6:45 مساءً بالتوقيت المحلي يوم 22 ديسمبر «بعد صراع طويل مع المرض»، دون تحديد سبب الموت.
وبحسب سومباري، فإن كونتي «أخفى معاناته الجسدية "لسنواتمن أجل إسعاد غينيا». غادر كونتي البلاد لتلقي العلاج الطبي في مناسبات عديدة في السنوات التي سبقت وفاته، وكانت التكهنات حول صحته منتشرة على نطاق واسع منذ فترة طويلة. خلافًا لممارسته المعتادة، لم يظهر كونتي على شاشة التلفزيون لإحياء ذكرى تاباسكي في وقت سابق في ديسمبر 2008، مما أثار تكهنات متجددة، فضلاً عن القلق بشأن احتمال حدوث عنف في حالة وفاته. في نفس الوقت تقريبًا، نشرت إحدى الصحف صورة فوتوغرافية تشير إلى أن كونتي في حالة بدنية سيئة ويواجه صعوبة في الوقوف. قُبض على محرر تلك الصحيفة وطُلب من الصحيفة طباعة صورة يبدو فيها كونتي بصحة جيدة.
وبحسب الدستور، كان من المقرر أن يتولى رئيس المجلس الوطني رئاسة الجمهورية في حال شغور المنصب، وكان من المقرر إجراء انتخابات رئاسية جديدة في غضون 60 يومًا. طلب سومباري من رئيس المحكمة العليا، لامين سيديمي، إعلان شغور منصب الرئاسة وتطبيق الدستور. وقف رئيس الوزراء سواري وديارا كامارا، قائد الجيش، إلى جانب سومباري أثناء إعلانه. وأعلنت الحكومة الحداد الوطني لمدة 40 يومًا ودعا كامارا الجنود إلى التزام الهدوء.

### انقلاب 2018 وما تبعه
بعد ست ساعات من إعلان سومباري عن وفاة كونتي، قُرأ بيان على التلفزيون مُعلنًا عن انقلاب عسكري. جاء في هذا البيان، الذي قرأه النقيب موسى داديس كامارا نيابة عن مجموعة تسمى المجلس الوطني للديمقراطية، أنه «أن الحكومة ومؤسسات الجمهورية قد حُلت». كما أعلن البيان تعليق العمل بالدستور «وكذلك النشاط السياسي والنقابي». وقال الجيش في مكانه إنه أنشأ مجلس استشاري يتألف من قادة مدنيين وعسكريين.
في 27 سبتمبر 2009، في اليوم السابق للمظاهرات المخطط لها في العاصمة كوناكري، أعلنت الحكومة أن المظاهرات غير قانونية. تحدى آلاف المتظاهرين الحظر وتجمعوا في ملعب لكرة القدم. قُتل 157 شخصًا بعد تصاعد مستوى العنف الذي استخدمته قوات الأمن. وصرح النقيب موسى (داديس) كامارا لراديو فرنسا الدولي في 28 سبتمبر/ أيلول بأن إطلاق النار من قبل أفراد حرسه الرئاسي خارج عن إرادته. وقال «هؤلاء الأشخاص الذين ارتكبوا تلك الفظائع كانوا عناصر لا يمكن السيطرة عليها في الجيش». «حتى أنا، بصفتي رئيس دولة في هذا الوضع المتوتر للغاية، لا أستطيع أن أدعي أنني قادر على السيطرة على تلك العناصر في الجيش».
في 3 ديسمبر 2009، أصيب النقيب موسى داديس كامارا بجرح في الرأس في محاولة اغتيال في كوناكري بقيادة مساعده في المعسكر، الملازم أبو بكر صديقي دياكيتي، المعروف باسم تومبا. خضع النقيب كامارا لعملية جراحية في مستشفى بالمغرب. وتقول التقارير إن رجال تومبا فتحوا النار على النقيب كامارا في وقت متأخر من يوم الخميس في معسكر للجيش في مدينة كوناكري.
في وثيقة صدرت في عام 2010، تحدث مصدر غير معروف مع دبلوماسي أمريكي ووصف «عنصرة» غينيا وخطر الصراع والعنف كما هو الحال في رواندا. وذكر أن داديس كامارا قام بتجنيد مرتزقة من جنوب إفريقيا وإسرائيل وجمعهم مع بعض رجاله في فوركاريا في منطقة سوسو الإثنية في غرب البلاد، بينما كان داديس من منطقة الغابات في الشرق. بلغ عدد مليشياته 2000-3000 وكانت مسلحة بأسلحة من أوكرانيا. وقال إن خطر الصراع وزعزعة الاستقرار يهدد المنطقة بأسرها.
بعد اجتماع عُقد في واغادوغو يومي 13 و 14 كانون الثاني/ يناير، أصدر كامارا وكوناتي وبليز كومباوري، رئيس بوركينا فاسو، بيانًا رسميًا من اثني عشر مبدأ يعدون بعودة غينيا إلى الحكم المدني في غضون ستة أشهر. واتفق على عدم خوض الجيش الانتخابات المقبلة. في 21 يناير 2010، عين المجلس العسكري جون ماري دوريه رئيسًا للوزراء في حكومة انتقالية مدتها ستة أشهر، مما أدى إلى الانتخابات.

### انتخابات 2010
كان من المقرر إجراء الانتخابات الرئاسية في 27 يونيو و 18 يوليو 2010، وعُقدت باعتبارها أول انتخابات حرة ونزيهة منذ الاستقلال في عام 1958.
جرت الجولة الأولى بشكل طبيعي في 27 يونيو 2010 حيث ظهر رئيس الوزراء السابق سيلو دالين ديالو ومنافسه ألفا كوندي كوصيفين للجولة الثانية. ومع ذلك، بسبب مزاعم التزوير الانتخابي، أُجلت الجولة الثانية من الانتخابات حتى 19 سبتمبر 2010. أعلنت اللجنة الانتخابية (CENI) عن التأجيل حتى 10 أكتوبر، رهنا بموافقة سيكوبا كوناتي. ومع ذلك، أُعلن عن تأخير آخر حتى 24 أكتوبر في أوائل أكتوبر. أُجريت الانتخابات أخيرًا في 7 نوفمبر. كان إقبال الناخبين مرتفعًا، وسارت الانتخابات بسلاسة نسبيًا.
في 16 نوفمبر 2010، أُعلن رسميًا فوز ألفا كوندي، زعيم حزب تجمع الشعب الغيني المعارض، في جولة الإعادة في 7 نوفمبر في الانتخابات الرئاسية في غينيا. وكان قد وعد بإصلاح قطاع الأمن ومراجعة عقود التعدين في حال انتخابه.

### عنف 2013
في فبراير 2013، أعلن حزب المعارضة الغيني أنه سيتنحى عن العملية الانتخابية بسبب الافتقار إلى الشفافية بشأن الشركة المستخدمة في تسجيل الناخبين. دعا المواطنين إلى الاحتجاج على مستوى البلاد، وشهد الأسبوع الذي تلاه اشتباكات متعددة بين الشرطة والمتظاهرين، مما أسفر عن مقتل تسعة أشخاص على الأقل، بعضهم بسبب الرصاص الحي من قوات الأمن.
كانت الاحتجاجات أيضًا نتيجة للجدل السياسي في الأشهر السابقة بين إدارة كوندي والمعارضة. قُمعت الاحتجاجات الطفيفة في الشارع، واعتقل مؤيدو المعارضة بشكل تعسفي، مما أدى إلى استقالة وزيرين من المعارضة الغينية في سبتمبر 2012. وشهد هذا الشهر أيضًا إعلان أحزاب المعارضة تنحيها عن المجلس الوطني الانتقالي، الذي هو في الواقع برلمان مؤقت، كما أنها قاطعت اللجنة الانتخابية الوطنية. كما استقال رئيس اللجنة الوطنية للانتخابات، لوسيني كامارا، بسبب ضغوط المعارضة بشأن علاقته بالرئيس كوندي؛ ترددت شائعات عن أن كامارا هو حليفه وشخصية رئيسية في محاولات الرئيس المزعومة لتزوير الانتخابات التشريعية مسبقًا.
وشهد الأسبوع الذي تلا الاحتجاج اشتباكًا طفيفًا آخر بين المتظاهرين وقوات الأمن بعد تفريق مسيرة لإحياء جنازة المتوفين جراء إطلاق النار والقنابل المسيلة للدموع.
في 7 مارس 2013، أجلت الحكومة موعد انتخابات 12 مايو إلى أجل غير مسمى حتى يخف التوتر السياسي والاستعداد لإجراء انتخابات حرة ونزيهة.
على الرغم من تأجيل الانتخابات، أمر الرئيس كوندي بقمع المسؤولين عن أعمال العنف، وفي 10 مارس، أمرت محكمة غينية قادة المعارضة بالمثول في جلسة استماع مقررة في 14 مارس، حيث استجوبوا لدورهم في تنظيم الاحتجاجات. ووصف رئيس الوزراء السابق سيديا توري الاستدعاء بأنه «إجراء غير قانوني لما كان مسيرة مرخصة» و «تلاعب بالعدالة من أجل أهداف سياسية».

### انتخابات 2020 المثيرة للجدل
في أكتوبر 2020، فاز الرئيس ألفا كوندي بالانتخابات الرئاسية. كان كوندي في السلطة منذ عام 2010 وفاز بولاية ثالثة. لم تقبل المعارضة النتائج بسبب مزاعم التزوير. وقال الرئيس إن الاستفتاء على الدستور في مارس آذار 2020 سمح له بالترشح على الرغم من تحديد فترة ولايتين. حدثت بعد الانتخابات احتجاجات عنيفة في جميع أنحاء البلاد.

### انقلاب 2021
بعد الانقلاب العسكري في 5 سبتمبر 2021، حُلت الحكومة وأغلقت الحدود وعُلق الدستور واعتقل الرئيس كوندي.

## السياسة الإثنية
يستمد الرئيس ألفا كوندي الدعم من ثاني أكبر مجموعة عرقية في غينيا، المالينكي. وتدعم المجموعة العرقية الفولاني المعارضة الغينية، وهذه المجموعة تُمثل حوالي 33.4 في المائة من السكان.

## السلطة التنفيذية
يُنتخب رئيس غينيا عادة عن طريق التصويت الشعبي لمدة خمس سنوات؛ يجب أن يحصل المرشح على أغلبية الأصوات ليُنتخب رئيسًا. يحكم الرئيس غينيا، يساعده في ذلك مجلس من 25 وزيراً مدنياً يعينهم. تدير الحكومة البلاد من خلال ثماني أقاليم و 33 محافظة وأكثر من 100 محافظة فرعية والعديد من المناطق (المعروفة باسم البلديات في كوناكري والمدن والقرى الكبيرة الأخرى أو «الأحياء» في الداخل). يُنتخب قادة على مستوى المقاطعات؛ يعين الرئيس المسؤولين في جميع المستويات الأخرى للإدارة شديدة المركزية.
بين الانتخابات الرئاسية لعام 2010 وانقلاب 2021، كان رئيس الدولة هو ألفا كوندي. في أعقاب انقلاب 2021، استبدل بالعقيد مامادي دومبويا بصفته رئيسًا للجنة الوطنية للمصالحة والتنمية، المجلس العسكري الانتقالي.

## السلطة التشريعية
لم تجتمع جمعية غينيا الوطنية، الهيئة التشريعية في البلاد، منذ عام 2008 عندما حُلت بعد الانقلاب العسكري في ديسمبر. أُجلت الانتخابات عدة مرات منذ عام 2007. في نيسان / أبريل 2012، أرجأ الرئيس كوندي الانتخابات إلى أجل غير مسمى، مشيرا إلى ضرورة ضمان أن تكون «شفافة وديمقراطية».
جرت الانتخابات التشريعية في 28 سبتمبر 2013 وفاز حزب الرئيس ألفا كوندي، تجمع الشعب الغيني، بـ 53 مقعدًا.

## التقسيمات الإدارية لغينيا
تنقسم غينيا إلى سبع أقاليم إدارية وتنقسم إلى ثلاث وثلاثين محافظة. تصنف العاصمة الوطنية كوناكري منطقةً خاصةً. المناطق هي بوكي، فارانه، كانكان، كنديا، لابي، مامو، نزيريكوري وكوناكري.

## الأحزاب السياسية والانتخابات

### انتخابات رئاسية
| المرشح                        | المرشح                        | الحزب                               | الأصوات   | ٪      |
| ----------------------------- | ----------------------------- | ----------------------------------- | --------- | ------ |
|                               | ألفا كوندي                    | تجمع الشعب الغيني                   | 2,284,827 | 57.84  |
|                               | سيلو دالين ديالو              | اتحاد القوى الديمقراطية في غينيا    | 1,242,362 | 31.45  |
|                               | سيدي توريه                    | اتحاد القوات الجمهورية              | 237.549   | 6.01   |
|                               | فايا لانسانا ميليمونو         | الكتلة الليبرالية                   | 54718     | 1.39   |
|                               | الحاج بابا كولي كروما         | أجيال المصالحة والاتحاد والازدهار   | 51750     | 1.31   |
|                               | لانسانا كوياتي                | الحزب الوطني للأمل والتنمية         | 45962     | 1.16   |
|                               | غاندي فراغات تونكارا          | الاتحاد الغيني للديمقراطية والتنمية | 19840     | 0.50   |
|                               | ماري ماديلين ديوباتي          | حزب غينيا لعلماء البيئة             | 13214     | 0.33   |
| المجموع                       | المجموع                       | المجموع                             | 3,950,222 | 100.00 |
|                               |                               |                                     |           |        |
| الأصوات الصالحة               | الأصوات الصالحة               | الأصوات الصالحة                     | 3,950,222 | 95.52  |
| الأصوات غير الصالحة / الفارغة | الأصوات غير الصالحة / الفارغة | الأصوات غير الصالحة / الفارغة       | 185.091   | 4.48   |
| مجموع الأصوات                 | مجموع الأصوات                 | مجموع الأصوات                       | 4,135,313 | 100.00 |
| الناخبون المسجلون / الاقبال   | الناخبون المسجلون / الاقبال   | الناخبون المسجلون / الاقبال         | 6042.634  | 68.44  |
| المصدر: المحكمة الدستورية     |                               |                                     |           |        |

### الانتخابات البرلمانية
قاطعت أحزاب المعارضة الرئيسية الانتخابات. نتيجة لذلك، فاز حزب الرئيس كوندي بأغلبية ساحقة من المقاعد.
| الحزب | الحزب                                                | النسبية   | النسبية | النسبية | دائرة إنتخابية | دائرة إنتخابية | دائرة إنتخابية | مجموع المقاعد | +/–  |
| الحزب | الحزب                                                | الأصوات   | %       | المقاعد | الأصوات        | %              | المقاعد        | مجموع المقاعد | +/–  |
| --- | ---------------------------------------------------- | --------- | ------- | ------- | -------------- | -------------- | -------------- | ------------- | ---- |
| | تجمع الشعب الغيني–الحزب الحاكم                       | 1,591,650 | 55.27   | 42      | 2,417,836      | 89.05          | 37             | 79            | +26  |
| | الاتحاد الديمقراطي الغيني                            | 151,576   | 5.26    | 4       | 56,085         | 2.07           | 0              | 4             | جديد |
| | الحركة الديمقراطية الشعبية الغينية                   | 113,702   | 3.95    | 3       | 74,343         | 2.74           | 0              | 3             | جديد |
| | القوى الديمقراطية الجديدة ‏                           | 76,612    | 2.66    | 2       | 4,711          | 0.17           | 1              | 3             | جديد |
| | الاتحاد من أجل التقدم والتجديد                       | 76,512    | 2.66    | 2       | 14,597         | 0.54           | 0              | 2             | 1    |
| | التجمع من أجل التنمية المتكاملة لغينيا               | 76,412    | 2.65    | 2       | 23,901         | 0.88           | 0              | 2             | 1    |
| | اتحاد قوى التغيير ‏                                   | 76,208    | 2.65    | 2       |                |                |                | 2             | جديد |
| | البديل الديمقراطي للإصلاح - كتلة المعارضة البناءة    | 76,188    | 2.65    | 2       |                |                |                | 2             | جديد |
| | غينيا من أجل الديمقراطية والتوازن                    | 76,012    | 2.64    | 2       | 31,671         | 1.17           | 0              | 2             | جديد |
| | الحزب الغيني للنهضة والتقدم                          | 39,706    | 1.38    | 1       |                |                |                | 1             | 0    |
| | حزب عافية                                            | 39,126    | 1.36    | 1       |                |                |                | 1             | +1   |
| | الجيل المدني                                         | 39,106    | 1.36    | 1       |                |                |                | 1             | +1   |
| | قوى النزاهة من أجل التنمية                           | 39,106    | 1.36    | 1       |                |                |                | 1             | جديد |
| | الحزب الغيني للتقدم والتنمية                         | 38,430    | 1.33    | 1       |                |                |                | 1             | +1   |
| | التجمع من أجل النهضة والتنمية                        | 38,310    | 1.33    | 1       | 10,608         | 0.39           | 0              | 1             | جديد |
| | حزب السلام والتنمية                                  | 38,176    | 1.33    | 1       |                |                |                | 1             | جديد |
| | التحالف من أجل التجديد الوطني                        | 37,906    | 1.32    | 1       |                |                |                | 1             | جديد |
| | اتحاد القوى الديمقراطية                              | 37,900    | 1.32    | 1       | 13,923         | 0.51           | 0              | 1             | +1   |
| | حركة الوطنيين من أجل التنمية                         | 29,996    | 1.04    | 1       |                |                |                | 1             | جديد |
| | التحالف من أجل التجديد الوطني                        | 29,800    | 1.03    | 1       |                |                |                | 1             | جديد |
| | جيل جديد للجمهورية                                   | 29,800    | 1.03    | 1       | 12,917         | 0.48           | 0              | 1             | 0    |
| | غينيا المتحدة للتنمية                                | 29,140    | 1.01    | 1       |                |                |                | 1             | 0    |
| | الحزب الديمقراطي الغيني - التجمع الديمقراطي الأفريقي | 27,640    | 0.96    | 1       |                |                |                | 1             | +1   |
| | التجمع من أجل غينيا المزدهرة                         | 27,400    | 0.95    | 1       |                |                |                | 1             | +1   |
| | الحزب الديمقراطي للمحافظين                           | 12,324    | 0.43    | 0       | 16,441         | 0.61           | 0              | 0             | جديد |
| | حزب النهضة الغيني                                    | 10,204    | 0.35    | 0       |                |                |                | 0             | جديد |
| | اتحاد الدفاع عن المصالح الجمهورية                    | 7,536     | 0.26    | 0       | 24,046         | 0.89           | 0              | 0             | جديد |
| | التجمع الغيني من أجل الوحدة والتنمية                 | 5,494     | 0.19    | 0       |                |                |                | 0             | 0    |
| | التجمع من أجل الجمهورية                              | 5,422     | 0.19    | 0       |                |                |                | 0             | جديد |
| | حزب عموم أفريقيا الغيني                              | 2,550     | 0.09    | 0       |                |                |                | 0             | جديد |
| | حزب الرؤية الجديدة                                   |           |         |         | 8,038          | 0.30           | 0              | 0             | –    |
| | تحالف القوى من أجل التغيير                           |           |         |         | 4,698          | 0.17           | 0              | 0             | –    |
| | حزب الدفاع الوطني من أجل التنمية                     |           |         |         | 1,333          | 0.05           | 0              | 0             | –    |
| Total | Total                                                | 2,879,944 | 100.00  | 76      | 2,715,148      | 100.00         | 38             | 114           | 0    |
| |                                                      |           |         |         |                |                |                |               |      |
| الأصوات الصالحة | الأصوات الصالحة                                      | 2,879,944 | 95.80   |         | 2,715,148      | 91.48          |                |               |      |
| الأصوات غير الصالحة / الفارغة                                                                                      | الأصوات غير الصالحة / الفارغة                        | 126,111   | 4.20    |         | 252,939        | 8.52           |                |               |      |
| مجموع الأصوات | مجموع الأصوات                                        | 3,006,055 | 100.00  |         | 2,968,087      | 100.00         |                |               |      |
| الناخبون المسجلون / الاقبال                                                                                        | الناخبون المسجلون / الاقبال                          | 5,179,600 | 58.04   |         | 5,179,600      | 57.30          |                |               |      |
| Source: CENI نسخة محفوظة 1 يناير 2021 على موقع واي باك مشين.، CC نسخة محفوظة 22 سبتمبر 2020 على موقع واي باك مشين. |                                                      |           |         |         |                |                |                |               |      |

## المشاركة في المنظمات الدولية
- وكالة التعاون الثقافي والتقني،
- مجموعة دول أفريقيا والكاريبي والمحيط الهادئ،
- بنك التنمية الأفريقي،
- المنظمة العالمية للجمارك،
- اللجنة الاقتصادية لأفريقيا،
- المجموعة الاقتصادية لدول غرب أفريقيا،
- منظمة الأغذية والزراعة،
- مجموعة ال77،
- البنك الدولي للإنشاء والتعمير،
- منظمة الطيران المدني الدولي،
- المحكمة الجنائية الدولية،
- الكونفدرالية الدولية للنقابات الحرة،
- الحركة الدولية للصليب الأحمر والهلال الأحمر،
- مؤسسة التنمية الدولية،
- البنك الإسلامي للتنمية،
- الصندوق الدولي للتنمية الزراعية،
- مؤسسة التمويل الدولية،
- الاتحاد الدولي لجمعيات الصليب الأحمر والهلال الأحمر،
- منظمة العمل الدولية،
- صندوق النقد الدولي،
- المنظمة البحرية الدولية،
- المنظمة الدولية للإتصالات الفضائية،
- منظمة الشرطة الجنائية الدولية،
- اللجنة الأولمبية الدولية،
- منظمة الهجرة الدولية (ملاحظ)،
- المنظمة الدولية للمعايير (correspondent)،
- الاتحاد الدولي للاتصالات،
- بعثة الأمم المتحدة للاستفتاء في الصحراء الغربية،
- حركة عدم الانحياز،
- منظمة الوحدة الأفريقية،
- منظمة التعاون الإسلامي،
- منظمة حظر الأسلحة الكيميائية،
- الأمم المتحدة
- مؤتمر الأمم المتحدة للتجارة والتنمية،
- منظمة الأمم المتحدة للتربية والعلم والثقافة،
- منظمة الأمم المتحدة للتنمية الصناعية،
- الاتحاد البريدي العالمي،
- الاتحاد العالمي للعمل  [لغات أخرى]‏،
- الاتحاد العالمي لنقابات العمال  [لغات أخرى]‏،
- منظمة الصحة العالمية،
- المنظمة العالمية للملكية الفكرية،
- المنظمة العالمية للأرصاد الجوية،
- منظمة السياحة العالمية،
- منظمة التجارة العالمية